# Umurangi Generation
Umurangi Generation — инди-игра и симулятор фотографа от первого лица. Её разработал Нафтали Фолкнер, выпуском занималась Active Gaming Media Inc. Игра также была выпущена с японской и китайской локализациях компанией Playism. Выход игры состоялся 19 мая 2020 года, 7 ноября вышло дополнение Umurangi Generation Macro. Версия для Nintendo Switch была выпущена 5 июня 2021 года, а для Xbox One — 17 мая 2022 года. Основное действие происходит в Тауранге, Новой Зеландии в антиутопическом будущем, где люди противостоят пришельцам, а власть захвачена военной диктатурой. Главный герой — профессиональный фотограф, который изучает внутриигровой мир, чтобы делать фотографии на заказ.
Игра после выхода на ПК в 2020 году привлекла положительные отзывы у независимой прессы относительно стилистики игры, отсылающей к Jet Set Radio и социальных комментариев, включая искусство коренных народов. Саму игру хвалили за её необычный визуальный стиль, проработанность внутриигровой вселенной, в том числе и аллюзии к современной политике. Тем не менее игру ругали за неуклюжее управление, делающее некоторые задания почти невыполнимыми.

## Игровой процесс
Umurangi Generation представляет собой симулятор фотографа от первого лица, где игровой персонаж, работающий фотографом должен путешествовать по внутриигровому миру и изучать его, чтобы делать фотографии по заказу и зарабатывать деньги. Правильная композиция и дополнительная обработка повышает стоимость фотографии.

Игрок управляет фотографом от первого лица и изучает игровые пространства, чтобы сделать подходящие снимки

Задания требуют не просто фотографировать определённые цели, но и например сфотографировать одновременно несколько предметов, для чего потребуется найти нужный ракурс. Это требует зачастую забираться на крыши зданий или находить скрытые и труднодоступные пути для требуемого ракурса. В других случаях требуется сфотографировать небольшой или скрытый предмет, требуя от игрока заниматься его поиском. В самом начале игра предупреждает игрока, что он не при каких обстоятельствах не должен фотографировать португальских корабликов. Помимо основной миссии делать подходящие фотографии, игрок получает побочные задания, например нарисовать граффити, сделать групповые снимки друзей, найти коробки с фотоплёнкой, выполнить определённые задания за 10 минут и т. д.. Всего в игре имеется восемь уровней, создание требуемых фотографий необходимо для прохождения уровня, также он предлагает пять дополнительных заданий.
Игра требует тщательно изучать окружающее пространство, читать вывески, рассматривать плакаты и увеличивать газетные вырезки. Выполнение заданий позволяет улучшать характеристики камеры. Игрок получает доступ к дополнительным объективам, а значит новым способам делать фотографии.
Основное повествование в игре ведётся через окружающий мир, действие происходит в антиутопическом будущем, вдохновлённым киберпанком и стране похожей на Новую Зеландию. Земля находится в состоянии продолжительной войны с водными инопланетянами, само государство, в котором происходит основное место действия фактически контролируется военной диктатурой. Бесчисленные пропагандистские плакаты и памятники павшим солдатам контрастируют с общим общественным упадком и беззаконием. Сюжет затрагивает тему коррупции, неравенства и недовольства молодёжи. В игре есть множество отсылок к культуре маори.

### Umurangi Generation Macro
Дополнение, выпущенное 7 ноября 2020 года вводило четыре новых уровня и дополнительные настройки для камеры — выдержку, диафрагму, регулировку ISO, камеру для селфи и насадку, стилизованную под камеру Game Boy, которая делает фотографии низкого разрешения. Также были добавлены роликовые коньки, позволяющие быстрее перемещаться по миру, а также баллончик с краской, чтобы игрок мог красить внутриигровые объекты.

## Разработка
Созданием игры занимался разработчик Нафтали Фолкнер, маори по национальности. Отсылки к его культуре встречаются на протяжении всей игры. На создание игры ушло примерно 10 месяцев, полноценная работа над игрой началась в начале 2020 года. До этого Фолкнер разрабатывал приложения для аборигенов и в свободное время занимался небольшими проектами. С его слов,  Umurangi Generation — первая «настоящая» разработанная им игра..
Идея разработать «симулятор фотографа» пришла после того, как Фолкнер обучил своего младшего брата  пользоваться цифровым зеркальным фотоаппаратом и заметил, что процесс обучения напоминал ему руководство в видеоигре. Управление камерой создавалось по подобию управления оружием в играх серии Arma, заметив что оружие в этих играх ощущались, как игрушки, с которыми игроки игрались каждую минуту.
Работая над концепцией мира, Фолкнер упоминал, что его сюжет — это протестный манифест против реакции новозеландского правительства на лесные пожары в Австралии и пандемию COVID-19, Фолкнер выражал разочарование по поводу бездействия властей по поводу глобального изменения в климате и предпринятых мер в борьбе с пандемией. Фолкер рассматривает свою игру как критику неолиберализма, указывая на то, что эта политическая система хоть и признаёт многие проблемы, связанные с неравенством и климатическим кризисом,  но лишь утешает граждан вместо того, чтобы бороться с их причинами.
Философия в игре также отсылает в так называемому «уважительному искусству» с акцентом на деколонизацию искусства, когда культура коренных народов воссоздаётся с точки зрения восприятия самих этих народов, а не через призму восприятия западной цивилизации этих культур. Эта проблема приобрела особую актуальность в свете моды на большее включение национальных меньшинств в американских медиа в последние годы. Сам Фолкнер является членом племени Нгаи Те Ранги и в его игре можно увидеть множество отсылок к культуре маори. Само название «Умуранги» — это Красное Небо на языке маори, на протяжении всего прохождения, игрок будет встречать перья гуйя, традиционной птицы, используемой в ритуалах маори, на которую охотились колонисты вплоть до её исчезновения.
Фолкнер также вдохновлялся такими произведениями, как Neon Genesis Evangelion, Jet Set Radio, «Годзилла: Возрождение» и творчеством Ёдзи Синкавы. Игровой мир выдержан в эстетике киберпанка. Тем не менее Фолкнер был разочарован развитием этого жанра, изначально зарождающийся, как протестный манифест критики капитализма, которое может разрушить будущее, киберпанк превратился увлечение эстетикой формы ретрофутуризма по 1980-х годам, времени зарождения самого жанра. Фолкнер же хотел обратиться к первоисточнику жанра и превратить игру в отражение современной эпохи. Свой жанр он называл «дерьмовым будущем».

## Критика
| Сводный рейтинг       | Сводный рейтинг       |
| Агрегатор             | Оценка                |
| --------------------- | --------------------- |
| Metacritic            | PC: 84/100 NS: 83/100 |
| Иноязычные издания    |                       |
| Издание               | Оценка                |
| Destructoid           | 9,5/10                |
| Eurogamer             | Recommended           |
| GameSpot              | 9/10                  |
| Nintendo World Report | 7,5/10                |
| TouchArcade           | 4/5                   |
| The Guardian          | [ 19 ]                |

Игровые критики оставили в целом положительные отзывы об игре. Средняя оценка на игровых платформах превышала 80 балов из 100 возможных. Игра получила Гран-при Шеймуса Макнелли на Фестивале независимых игр и была номинирована на премию Нуво.
По мнению представителя GameCritics, сюжет в игре наполнен параллелями с реальной жизнью и манифестом недовольной молодёжи, чьи голоса не имеют никакого значения. Рецензент заметил, что может быть Umurangi не лучшая игра 2020 года, но определённо самая актуальная. Обозреватель Destructoid назвал Umurangi Generation лучшей инди-игрой 2020 года и счёл несправедливым, что он получила столь мало внимания, едва ли не обрекая себя на забвение в творящемся беспорядке платформы Steam. Фактически она является протестным манифестом против пропаганды и провальной политики старшего поколения, отнимающей будущее у молодёжи в видении создателей Umurangi, игрой созданной «маргиналами для маргиналов». Критик GameSpot назвал Umurangi Generation ярким примером качественного киберпанк произведения. Он упоминал, что данный жанр изначально зарождался, как манифест критики капитализма, всесилия корпораций и страха перед будущем, но со временем превратился в фантастический жанр со стереотипными визуальными элементами и способ эскапизма. Umurangi переосмысляет жанр и обращается в темам, которые лежат в основе зарождения этого жанра. Иной вердикт оставил рецензент The Xbox Hub, назвав Umurangi маленькой и неуклюжей игрой, с интересной концепцией и важными социальными комментариями, но спотыкающейся об ошибки в игровом дизайне и паршивое управление.
Обозреватели приметили в игре её примитивную, но яркую графику. Критик GameCritics оценил игру за её причудливый низко-полигональный стиль, отсылающий к играм конца 1990-х. Представителю Destructoid игровой мир в плане графики напоминал Mario 64, в частности это хрупкий трёхмерный мир, словно склеенный изолентой и немного поломанный, однако это гармонично вписывается с стиль игры. Отсутствие элегантности контрастирует с яркостью. Представитель SwitchPlayer заметил, что низко-полигональная графика временами прямо мешала поиску нужных предметов. Некоторые критики оценили безмолвный способ повествования в игре, передаваемый через окружающее пространство. Обозреватели также похвалили то, как игра способствует погружению в свой мир. По мнению рецензента GameCritics, Umurangi — на первый взгляд расслабляющая игра о фотографии, площадка для самовыражения, пропитанная атмосферой и чувством стиля. На по настоящему эту игру возвеличивает способ передачи истории. Представитель Destructoid оценил то, как игра умело погружает в каждый грязный уголок игрового мира, он признался, что игра умудряется вовлекать игрока в свой мир лучше большинства AAA игр c огромными и красивыми мирами, что невероятное достижение для небольшой команды разработчиков этой игры. Рецензент SwitchPlayer назвал игру ярким, но слишком коротким опытом.
Сам игровой процесс получил более сдержанные отзывы. Критики сошлись во мнении, что выполнение некоторых целей может стать ужасно утомительной задачей. Критик The Xbox Hub в целом был разочарован игровым процессом, назвав его изнуряющем путешествием, сам окружающей мир крайне статичен, дополнительно нагоняя чувство уныния. Критик GameCritics заметил, что игра требует тщательно изучать игровые пространства и зачастую без нужного результата, но это позволяет лучше изучить историю этого мира.
Критик Destructoid упоминал внутриигровые ошибки, когда персонаж застревал в текстурах или наоборот проходил сквозь предметы. Рецензент SwitchPlayer аналогично ругал игру за неотзывчивое управление, в итоге некоторые задачи, требующие забраться на труднодоступные платформы становятся невыполнимыми. Рецензент The Xbox Hub назвал контроллеры Xbox просто несовместимыми с управлением в игре, заметив что прохождение превращается в бесконечное столкновение с препятствиями, задачи же связанные с таймерами становятся почти невыполнимыми.